# Огуло, Олег Николаевич
Олег Николаевич Огуло — рядовой Вооружённых Сил Российской Федерации, участник антитеррористических операций в период Первой чеченской войны, погиб при исполнении служебных обязанностей.

## Биография
Олег Николаевич Огуло родился 19 декабря 1975 года в посёлке Усть-Баргузин Бурятской Автономной Советской Социалистической Республики (ныне — Баргузинский район Республики Бурятия). Учился в Усть-Баргузинской средней школе № 26. Окончив девять классов в 1990 году, он поступил в профессионально-техническое училище № 20. Завершил обучение в 1993 году.
В декабре 1993 года Огуло был призван на службу в Вооружённые Силы Российской Федерации. Обучение проходил в войсковой части, расположенной на территории закрытого военного городка Сосновый Бор в городе Улан-Удэ и в десантном подразделении в городе Омске. Завершив войсковое обучение, Огуло был направлен в город Псков, в 237-й парашютно-десантный полк 76-й гвардейской воздушно-десантной дивизии (ныне — 76-я гвардейская десантно-штурмовая дивизия).
С началом боевых действий в ходе Первой чеченской войны Огуло в составе своего подразделения был направлен на Северный Кавказ. Принимал активное участие в боевых действиях против незаконных вооружённых формирований сепаратистов. 31 марта 1995 года вместе со своим отделением под командованием своего друга Ю. Глазова рядовой Огуло принимал участие в обороне стратегически важной высоты в районе города Гудермеса Чеченской Республики. В разгар того боя он получил смертельное ранение, подорвавшись на противопехотной мине, и скончался на руках своих товарищей.
Похоронен на поселковом кладбище посёлка Усть-Баргузин Баргузинского района Республики Бурятии.
Указом Президента Российской Федерации младший сержант  Олег Николаевич Огуло был удостоен медали «За отвагу».

## Память
- В честь Огуло названа улица в посёлке Усть-Баргузин.
- В школе, где Огуло учился, открыта Парта Героя, право сидеть за которой получают лучшие ученики[3].
- В память о рядовом Огуло на его родине проводится турнир по хоккею, носящий его имя[4].